# Kofi Kingston
Kofi Sarkodie-Mensah (født 14. august 1981) er en ghanesisk wrestler, der er bedre kendt under ringnavnet Kofi Kingston. Han har siden 2008 wrestlet i World Wrestling Entertainment, hvor han for tiden er ansat på RAW-brandet. Han har tidligere vundet WWE Intercontinental Championship og blev dermed den første wrestler fra Ghana, som vandt den titel. Derudover har han også vundet WWE's World Tag Team Championship sammen med CM Punk og en med R-truth. Han har også vundet Intercontinental Championship og United States Championship. 